# Kim Jong-un
Kim Jong-un (em coreano: 김정은; hanja: 金正恩; Pyongyang, 8 de janeiro de 1982) é um político norte-coreano, que serve como Líder Supremo de seu país, desde 2011, e é líder do Partido dos Trabalhadores da Coreia, desde 2012. É o terceiro e mais jovem filho de Kim Jong-il com sua última esposa Ko Young-hee. Ele é neto de Kim Il-sung, o primeiro líder da Coreia do Norte de 1948 a 1994. Kim Jong-un é um general de quatro estrelas do Exército Popular da Coreia e por isso, em setembro de 2010, Kim Jong-un ficou conhecido como "Jovem General" e, no final de 2011, como "Respeitado General" em sinais as bênçãos que ofereciam a ele, seu pai e seu avô. Kim é o primeiro líder norte-coreano que nasceu após a fundação do país.
Desde o final de 2010, Kim Jong-un é visto como herdeiro da liderança da Coreia do Norte, e após a morte do pai, a mídia estatal referiu-se a ele como o "Grande Sucessor". Kim detém os títulos de Secretário-Geral do Partido dos Trabalhadores da Coreia, ex-presidente da Comissão Militar Central, Presidente da Comissão de Defesa Nacional, Comandante Supremo do Exército Popular da Coreia, e membro do Presidium do Politburo, o mais alto órgão de decisão da Coreia do Norte. Kim foi promovido ao posto de Marechal da Coreia do Norte no Exército Popular da Coreia, em 18 de julho de 2012, consolidando sua posição como Comandante Supremo das Forças Armadas e é frequentemente chamado de Marechal Kim Jong-un, "o Marechal" ou "Caro Respeitado" pela mídia estatal.
A liderança de Kim tem seguido o mesmo culto à personalidade de seu avô e seu pai. Em 2014, um relatório do UNHRC sugeriu que Kim poderia ser levado a julgamento por crimes contra a humanidade. Ele ordenou o expurgo ou a execução de vários oficiais norte-coreanos. Acredita-se que Kim tenha ordenado o assassinato de seu meio-irmão, Kim Jong-nam, na Malásia, em fevereiro de 2017. A revista Forbes classificou Kim como a 36ª pessoa mais poderosa do mundo em 2018, a posição mais alta entre os coreanos. Ele tem presidido sob uma expansão da economia de consumo, projetos de construção e de atrações turísticas. Ele promoveu a política byungjin, semelhante à política de Kim Il-Sung dos anos 1960, referindo-se ao desenvolvimento simultâneo da economia e do programa de armas nucleares do país.
Em 2018, Kim Jong-un e o presidente da Coreia do Sul Moon Jae-in encontraram-se duas vezes em Panmunjom, na fronteira entre o norte e o sul, e uma vez em Pyongyang. Em 12 de junho de 2018, Kim Jong-un e o presidente dos EUA, Donald Trump, reuniram-se em Singapura, a primeira reunião entre um líder norte-coreano e um líder norte-americano para discutir o programa nuclear norte-coreano. Uma reunião de acompanhamento em Hanói, em fevereiro de 2019, terminou abruptamente sem um acordo. Em 25 de abril de 2019, Kim Jong-Un e o presidente da Rússia, Vladimir Putin, realizaram sua primeira cúpula em Vladivostok, na Rússia. Em 30 de junho de 2019, Kim se reuniu com o presidente sul-coreano Moon Jae-in e com o presidente dos EUA, Donald Trump, na Zona Desmilitarizada da Coreia. Ele alegou sucesso no combate à pandemia de COVID-19 na Coreia do Norte, embora os peritos duvidassem que o país não tinha nenhum caso registrado. Em 2022 o líder norte-coreano disse que vai lançar vários satélites de reconhecimento para espionar em tempo real as ações militares dos Estados Unidos e de seus aliados.

## Início de vida
As autoridades norte-coreanas e a mídia estatal afirmam que a data de nascimento de Kim é 8 de janeiro de 1982, mas oficiais de inteligência sul-coreanos acreditam que a data real é um ano depois. Acredita-se que o ano oficial de nascimento de Kim foi mudado por razões simbólicas; 1982 marca 70 anos após o nascimento de seu avô, Kim Il-sung, e 40 anos após o nascimento oficial de seu pai Kim Jong-il. O Departamento do Tesouro dos Estados Unidos lista a data oficial do nascimento de Kim Jong-un em 8 de janeiro de 1984. O ex-astro do basquete Dennis Rodman, que é um grande amigo de Kim Jong-un, disse que esta era a data de nascimento de Kim depois de se encontrar com ele em setembro de 2013 na Coreia do Norte.
Kim Jong-un foi o segundo dos três filhos que Ko Young-hee deu a Kim Jong-il; seu irmão mais velho Kim Jong-chul nasceu em 1981, enquanto sua irmã mais nova, Kim Yo-jong, nasceu em 1987. Todos os filhos de Kim Jong-il teriam vivido na Suíça, bem como a mãe dos dois filhos mais novos, que viveram em Genebra por algum tempo. Os primeiros relatos diziam que Kim Jong-un frequentou a Escola Internacional particular de língua inglesa em Gümligen, na Suíça, sob o nome de "Chol-pak" ou "Pak-chol", de 1993 a 1998. Ele era descrito como tímido, um bom aluno que se dava bem com seus colegas e era um fã de basquete. Ele era acompanhado por um aluno mais velho, que pensavam ser seu guarda-costas. No entanto, mais tarde foi sugerido que o aluno de Gümligen não era Kim Jong-un, mas, sim, seu irmão mais velho Kim Jong-chul.

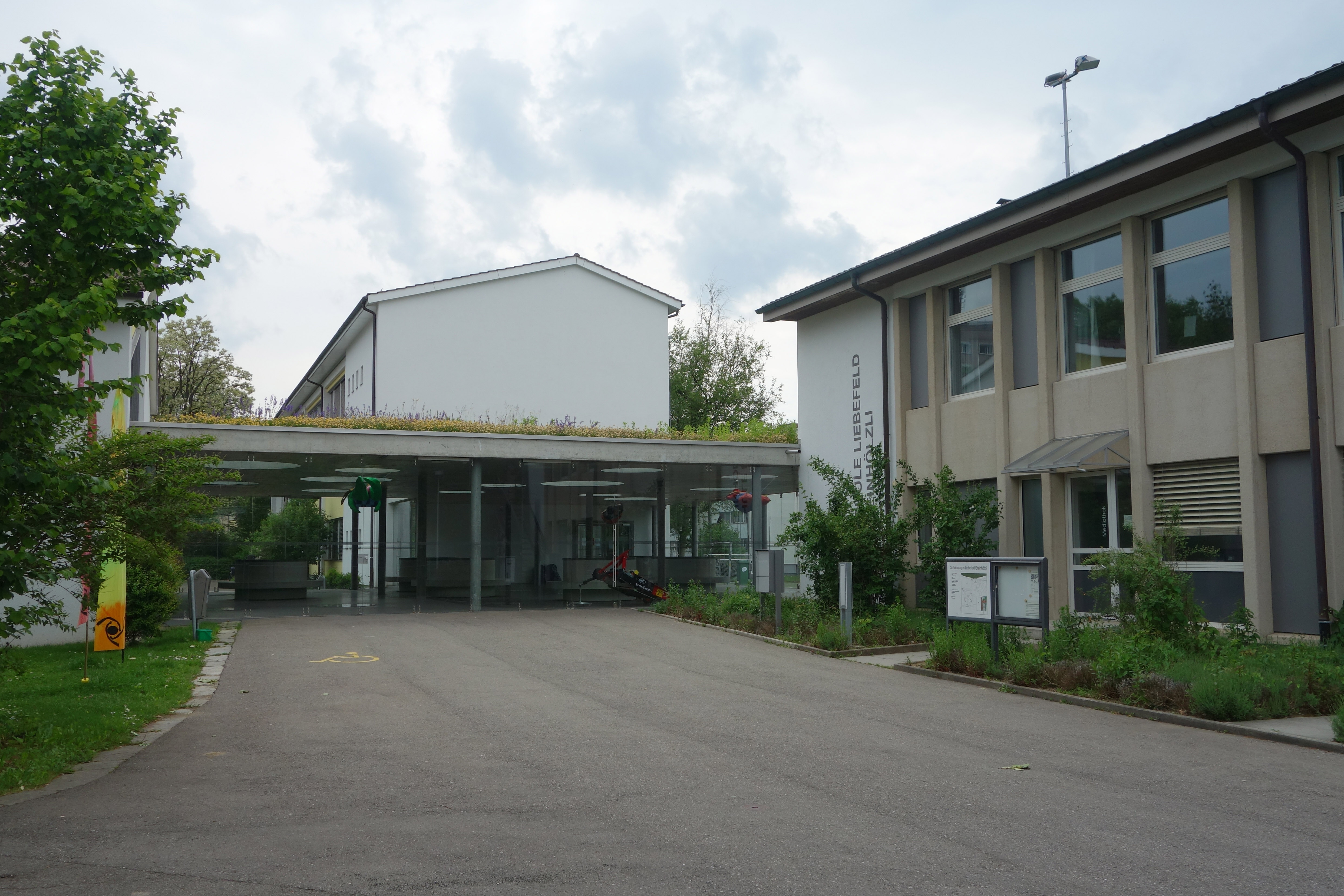
A escola pública Liebefeld-Steinhölzli em Köniz, na Suíça, na qual Kim Jong-un estudou

Mais tarde, foi relatado que Kim Jong-un frequentou a escola estatal Liebefeld-Steinhölzli, em Köniz, perto de Berna, sob o nome "Pak-un" ou "Un-pak", de 1998 até 2000, como filho de um funcionário da embaixada norte-coreana em Berna. As autoridades confirmaram que um estudante norte-coreano frequentou a escola nesse período. Pak-un assistiu pela primeira vez a uma aula especial para crianças de língua estrangeira e depois frequentou as aulas regulares do 6º, 7º, 8º e parte do 9º ano final, deixando a escola abruptamente na primavera de 2000. Ele foi descrito como um estudante bem integrado e ambicioso que gostava de jogar basquete. No entanto, suas notas e frequências nas aulas são relatadas como ruins. O embaixador da Coreia do Norte na Suíça, Ri Chol, teve uma relação próxima com ele e atuou como seu mentor. Um dos colegas de classe de Pak-un disse aos repórteres que ele havia dito que era o filho do líder da Coreia do Norte. De acordo com alguns relatos, Kim foi descrito pelos colegas como uma criança tímida que era desajeitada com garotas e indiferente a questões políticas, mas que se destacava nos esportes e tinha um fascínio pela National Basketball Association (NBA) e por Michael Jordan. Um amigo alegou ter visto fotos de Pak-un com Kobe Bryant e Toni Kukoč. O Washington Post relatou em 2009 que os amigos da escola de Kim Jong-un recordaram que ele "passava horas fazendo desenhos a lápis meticulosos da estrela do Chicago Bulls, Michael Jordan".
Em abril de 2012, novos documentos apareceram, indicando que Kim Jong-un vivia na Suíça, desde 1991 ou 1992, mais cedo do que se pensava anteriormente.
O Laboratório de Antropologia Anatômica da Universidade de Lyon, França, comparou o retrato de Pak-un tirado na escola Liebefeld-Steinhölzli, em 1999, com uma foto de Kim Jong-un de 2012 e concluiu que os rostos mostram uma conformidade de 95%, sugerindo que é muito provável que eles sejam a mesma pessoa.
A maioria dos analistas concordam que Kim Jong-un frequentou a Universidade Kim Il-sung, uma das principais escolas de treinamento de oficiais em Pyongyang, de 2002 a 2007. Kim obteve dois graus, um em física na Universidade Kim Il-sung e outro como oficial do Exército na Universidade Militar Kim Il-sung.
No final de fevereiro de 2018, a agência de notícias Reuters divulgou imagem de uma cópia de um passaporte brasileiro emitido para Kim Jong-un. A imagem indica que o documento com a foto de Kim Jong-un foi emitido em 1996, com o nome de Josef Pwag, com nascimento em São Paulo, em 1º de fevereiro de 1983. O MRE informou que Kim e seu pai usaram passaportes emitidos pela Polícia Federal, datados de 26 de fevereiro de 1996, com validade até 25 de fevereiro de 2006 - para pedir vistos para países do Ocidente na década de 1990. Segundo o MRE, foi a partir desses documentos que a embaixada brasileira em Praga, na República Tcheca, emitiu, em 1996, novos passaportes para pai e filho, que usaram os nomes de Josef Pwag (Kim Jong-un) e Ijong Tchoi (Kim Jong-il). O MRE confirmou a informação ao G1. O jornal japonês Yomiuri Shimbun afirmou que Kim Jong-un foi à Disneyland com o passaporte brasileiro. De acordo com o jornal, o acompanhante seria seu irmão Kim Jong-chul.

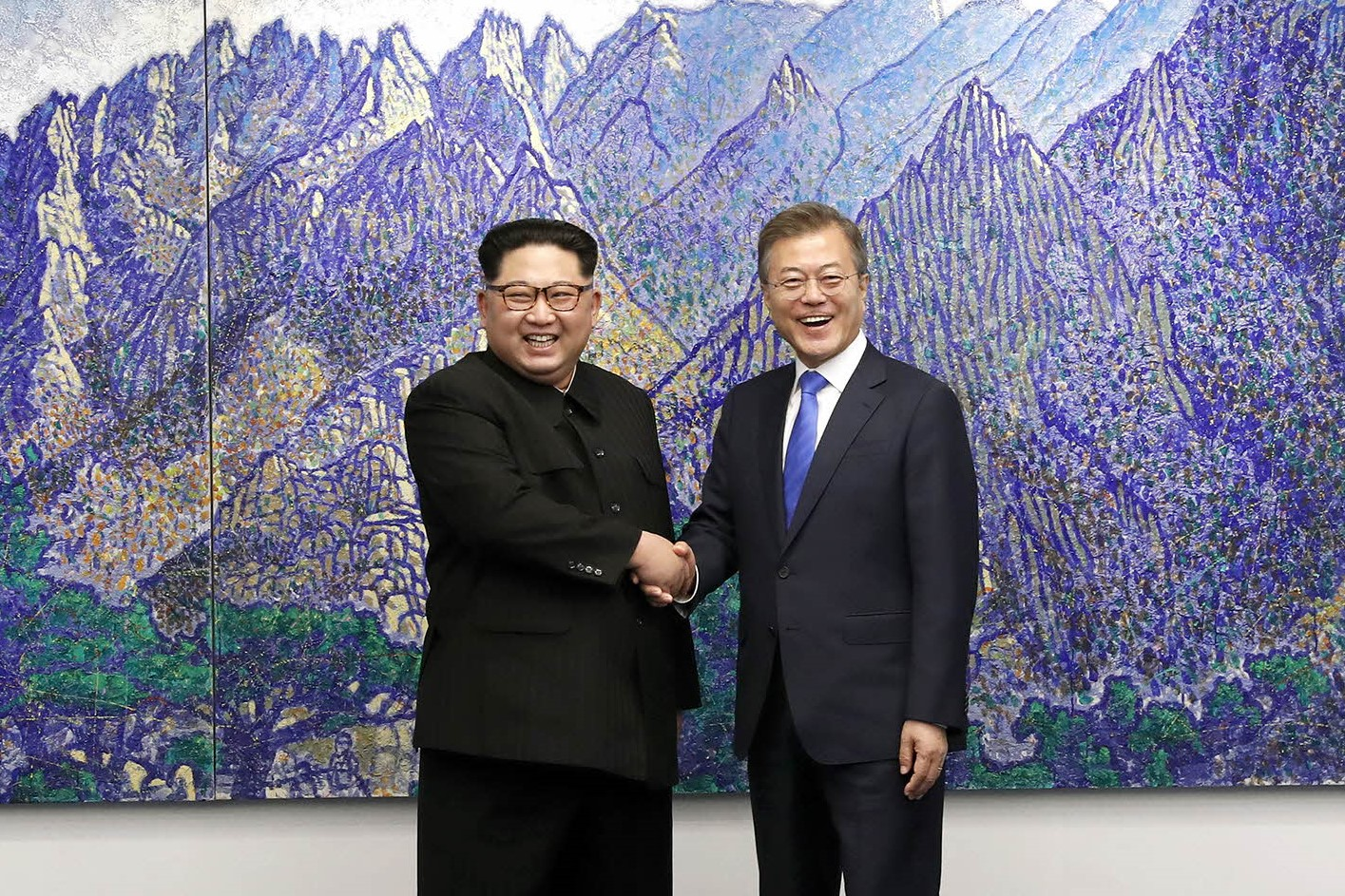
Kim e o então presidente da Coreia do Sul, Moon Jae-in, se encontrando em 2018

Por muitos anos, apenas uma foto confirmada dele era conhecida fora da Coreia do Norte, aparentemente tirada em meados da década de 1990, quando ele tinha onze anos. Ocasionalmente, outras supostas imagens dele surgiam, mas eram frequentemente contestadas. Foi somente em junho de 2010, pouco antes de ele receber cargos oficiais e ser publicamente apresentado ao povo norte-coreano, que mais fotos foram tiradas de Kim, tiradas quando ele frequentava a escola na Suíça. A primeira imagem oficial dele como adulto foi uma fotografia em grupo lançada em 30 de setembro de 2010, no final da conferência do partido que efetivamente o ungiu, na qual ele está sentado na fila da frente, dois lugares depois de seu pai. Isso foi seguido por filmagens noticiosas dele participando da conferência.

## Vida pessoal

### Personalidade

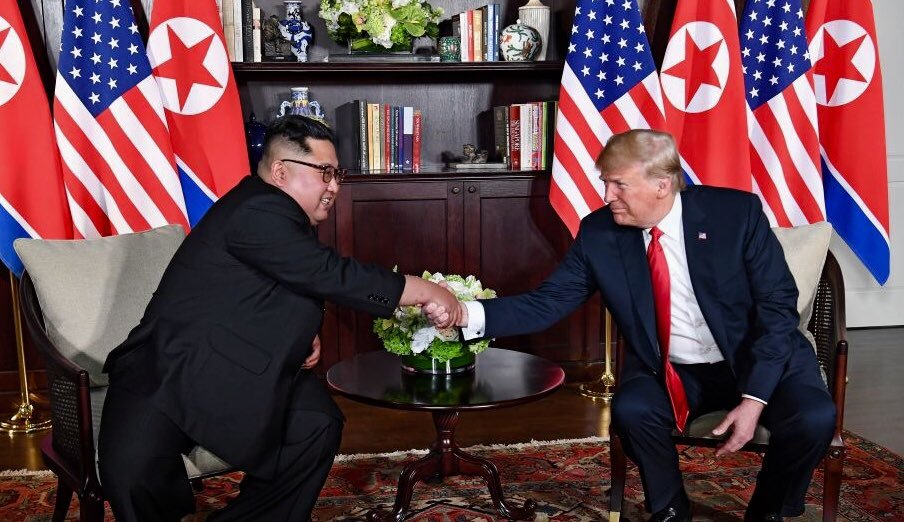
Kim Jong-Un e Donald Trump durante a cúpula entre Estados Unidos e Coreia do Norte em 2018

Kenji Fujimoto, um chef japonês que foi o cozinheiro pessoal de Kim Jong-il, descreveu Kim Jong-un como "a cara do pai, uma imagem cuspida dele em termos de rosto, forma do corpo e personalidade". Ele disse que Jong-un era um grande fã dos Beatles e do Jean-Claude Van Damme. É dito que Kim é fã do Chicago Bulls e do Los Angeles Lakers também.
Em 2012, o Business Insider informou que houve "sinais de um aumento de artigos de luxo... saindo da Coreia do Norte desde que Kim Jong-un assumiu" e que sua "esposa Ri Sol-Ju foi fotografada segurando o que parecia ser uma bolsa Dior cara, no valor de quase 1 594 dólares - um salário médio de um ano na Coreia do Norte". Segundo fontes diplomáticas, "Kim Jong-un gosta de beber e festejar a noite toda, como seu pai fazia, e encomendou o equipamento de uma sauna importada para ajudá-lo a passar a ressaca e o cansaço".
Em 26 de fevereiro de 2013, Kim Jong-un conheceu Dennis Rodman, que levou muitos repórteres a especularem que Rodman foi o primeiro americano que Kim conheceu. Durante a viagem de Rodman, o correspondente da revista Vice Ryan Duffy disse que "o líder era 'socialmente desajeitado' e não fazia contato visual ao apertar as mãos".
Segundo Cheong Seong-chang, do Instituto Sejong, Kim Jong-un tem um interesse visível maior no bem-estar de seu povo e se envolve em uma interação maior com eles do que seu pai envolvia.
Os sul-coreanos que viram Kim na cúpula em abril de 2018 o descreveram como direto, bem-humorado e atencioso. Depois de conhecê-lo, Donald Trump disse: "Eu aprendi que ele era um homem talentoso. Eu também aprendi que ele ama muito seu país". Ele acrescentou que Kim tinha uma "grande personalidade" e era "muito inteligente".

### Saúde

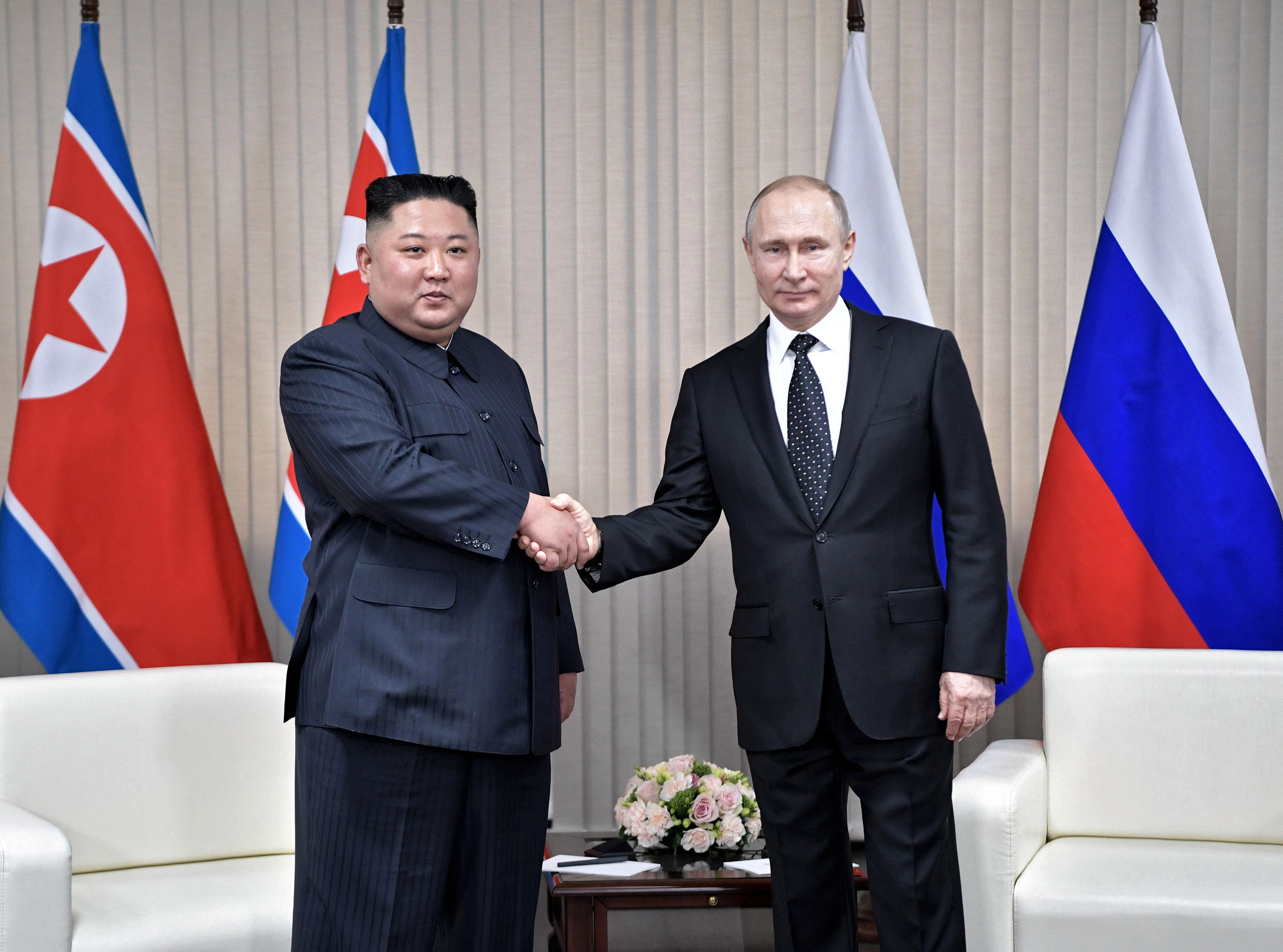
Kim em um encontro com o presidente russo Vladimir Putin

Em 2009, relatórios sugeriram que Kim Jong-un era diabético e sofria de hipertensão. Ele também é conhecido por fumar cigarros. Kim Jong-un não apareceu em público por seis semanas em setembro e outubro de 2014. A mídia estatal informou que ele estava sofrendo de uma "condição física desconfortável". Anteriormente, ele tinha sido visto mancando. Quando ele reapareceu, ele estava usando uma bengala. Em setembro de 2015 o governo sul-coreano comentou que Kim parecia ter ganho 30 quilogramas de gordura corporal nos últimos cinco anos, atingindo um peso corporal total estimado de 130 quilos. Kim também sofre de gota (inflamação nas articulações) e de insônia.
Em 15 de abril de 2020, Kim Jong-Un não participou das homenagens ao seu avô Kim Il-sung, o fundador da Coreia do Norte. Sua ausência nas festividades do principal feriado do país gerou suspeitas de que ele poderia estar doente. A 21 de abril, a imprensa norte-americana divulgou que o estado de saúde do dirigente era grave, após ter passado por uma cirurgia cardíaca. Tal informação, contudo, não foi confirmada por autoridades sul-coreanas ou chinesas. A imprensa estatal norte-coreana inicialmente não fez qualquer menção ao estado de saúde de seu líder. Contudo, em 2 de maio, após vinte dias fora de vista, Kim Jong-un fez uma aparição pública durante a inauguração de uma fábrica de fertilizantes em Pyongyang. Isso corroborou informações que surgiram na imprensa sul-coreana de que de fato o dirigente norte-coreano estaria relativamente bem de saúde. Os motivos por ter desaparecido por três semanas, contudo, não foram divulgados.
Durante o ano de 2021, Kim Jong-Un teria emagrecido mais de 20 quilos. Não se sabe se a perda de peso estaria relacionada a problemas de saúde do dirigente, ou se faz parte de um projeto pessoal do líder para melhorar suas condições de saúde. Chegou-se a suspeitar que Kim Jong-Un estaria fazendo uso de um sósia em eventos públicos, hipótese que foi descartada pelo serviço secreto sul-coreano.

### Família
Em 25 de julho de 2012, a mídia estatal norte-coreana informou pela primeira vez que Kim Jong-un é casado com Ri Sol-ju (em coreano: 리 설주). Ri, que se acreditava ter 20 e poucos anos, já acompanhava Kim Jong-un em aparições públicas por várias semanas antes do anúncio. De acordo com um analista sul-coreano, Kim Jong-il havia organizado o casamento antes de sofrer um derrame em 2008, os dois se casaram em 2009, e tiveram um filho em 2010. Dennis Rodman, depois de visitar a Coreia do Norte em 2013, relatou que eles tiveram uma filha chamada Kim Ju-ae. No entanto, fontes sul-coreanas especularam que eles teriam vários filhos.
Kim às vezes é acompanhado por sua irmã mais nova, Kim Yo-jong, que é instrumental na criação de sua imagem pública e na organização de eventos públicos para ele. De acordo com Kim Yong-hyun, professora de estudos norte-coreanos na Universidade Dongguk, em Seul, e outros, a promoção de Kim Yo-jong e outros é um sinal de que "o regime de Kim Jong-un terminou sua coexistência com os remanescentes do regime anterior de Kim Jong-il, realizando um substituto geracional nos principais postos de elite do partido".
Em 13 de fevereiro de 2017, Kim Jong-nam, o meio-irmão exilado de Kim Jong-un, foi assassinado com o componente químico VX enquanto caminhava pelo Terminal 2 no Aeroporto Internacional de Kuala Lumpur.
Uma filha do líder norte-coreano apareceu em 2022 em público, pela primeira vez, em imagens divulgadas pela comunicação social estatal do local de lançamento do míssil intercontinental. A propaganda oficial não tinha reconhecido a sua existência. Fontes não oficiais alegam que Kim teve três filhos com Ri em 2010, 2012 ou 2013 e 2017.
Após uma das extravagantes visitas à Coreia do Norte para se reunir com Kim Jong-un, o antigo jogador de basquetebol norte-americano Dennis Rodman disse em 2013 que segurou nos braços “a sua filha Ju-ae”, um bebé na altura. Esta foi a única vez que alguém nomeou um dos descendentes do ditador norte-coreano pelo nome próprio. 
Em novembro de 2022 a agência estatal de notícias norte-coreana KCNA divulgou pela primeira vez uma foto de Kim Jong-Un com uma de suas filhas. A jovem estava acompanhando o pai durante um teste do míssil Hwasong 17. Não se sabe se a garota nas fotos publicadas é Kim Ju-ae.